# Pibsé
Pibsé är en ort i Burkina Faso.   Den ligger i provinsen Bazega Province och regionen Centre-Sud, i den centrala delen av landet, 40 km söder om huvudstaden Ouagadougou. Pibsé ligger 330 meter över havet och antalet invånare är 1 050.
Terrängen runt Pibsé är platt. Närmaste större samhälle är Kombissiri, 6,3 km nordost om Pibsé.
Trakten runt Pibsé består till största delen av jordbruksmark. Runt Pibsé är det ganska tätbefolkat, med 120 invånare per kvadratkilometer.